# JAM PUNCH TOUR 2005〜コンドルのパンツがくいコンドル〜at Tokyo International Forum Hall A on 1st of June 2005
『JAM PUNCH TOUR 2005〜コンドルのパンツがくいコンドル〜at Tokyo International Forum Hall A on 1st of June 2005』は、日本のシンガーソングライター、大塚愛のライブビデオ。2005年7月27日にエイベックスよりリリースされた。

## 概要
- 初のライヴDVDで、2005年に初のホールツアーとなる「JAM PUNCH Tour 2005～コンドルのパンツがくいコンドル～」ツアー最終日の6月1日・東京国際フォーラムの模様を収録。
- スペシャル盤と通常盤の2形態での発売。スペシャル盤のみ5.1ch仕様、オフショット映像収録のDVD付き。

## 収録内容

### DISC 1
1. 妄想チョップ
2. pretty voice
3. 片想いダイヤル
4. 桃ノ花ビラ
5. フレンズ - サバカン ver.-
6. 黒毛和牛上塩タン焼680円
7. 向日葵
8. 甘えんぼ
9. 金魚花火
10. Cherish
11. 大好きだよ。
12. スーパーマン
13. GIRLY
14. ポンポン
15. Happy Days
16. さくらんぼ

### DISC 2（スペシャル盤のみ）
1. SMILY
2. ビー玉
3. さくらんぼ
4. Happy Days
5. Always Together
6. オフショットムービー

## ツアー日程
| 公演数 | 開催日  | 会場                        |
| 01     | 4月24日 | 市原市市民会館              |
| 02     | 4月28日 | 東京厚生年金会館            |
| 03     | 4月29日 | 東京厚生年金会館            |
| 04     | 5月2日  | 大阪厚生年金会館            |
| 05     | 5月3日  | 大阪厚生年金会館            |
| 06     | 5月5日  | メルパルクFUKUOKA           |
| 07     | 5月7日  | 愛知県芸術劇場              |
| 08     | 5月8日  | アステールプラザ・大ホール  |
| 09     | 5月11日 | アクトシティ浜松            |
| 10     | 5月13日 | 渋谷公会堂                  |
| 11     | 5月14日 | 渋谷公会堂                  |
| 12     | 5月20日 | 宮城県民会館                |
| 13     | 5月21日 | 新潟県民会館                |
| 14     | 5月27日 | 札幌市民会館                |
| 15     | 5月31日 | 東京国際フォーラム・ホールA |
| 16     | 6月1日  | 東京国際フォーラム・ホールA |